# Fusaea peruviana
Fusaea peruviana là loài thực vật có hoa thuộc họ Na. Loài này được Robert Elias Fries mô tả khoa học đầu tiên năm 1937.

## Phân bố
Loài này có ở Bắc Brasil, Colombia, Ecuador, Peru.